# Russisch oorlogsschip, val dood

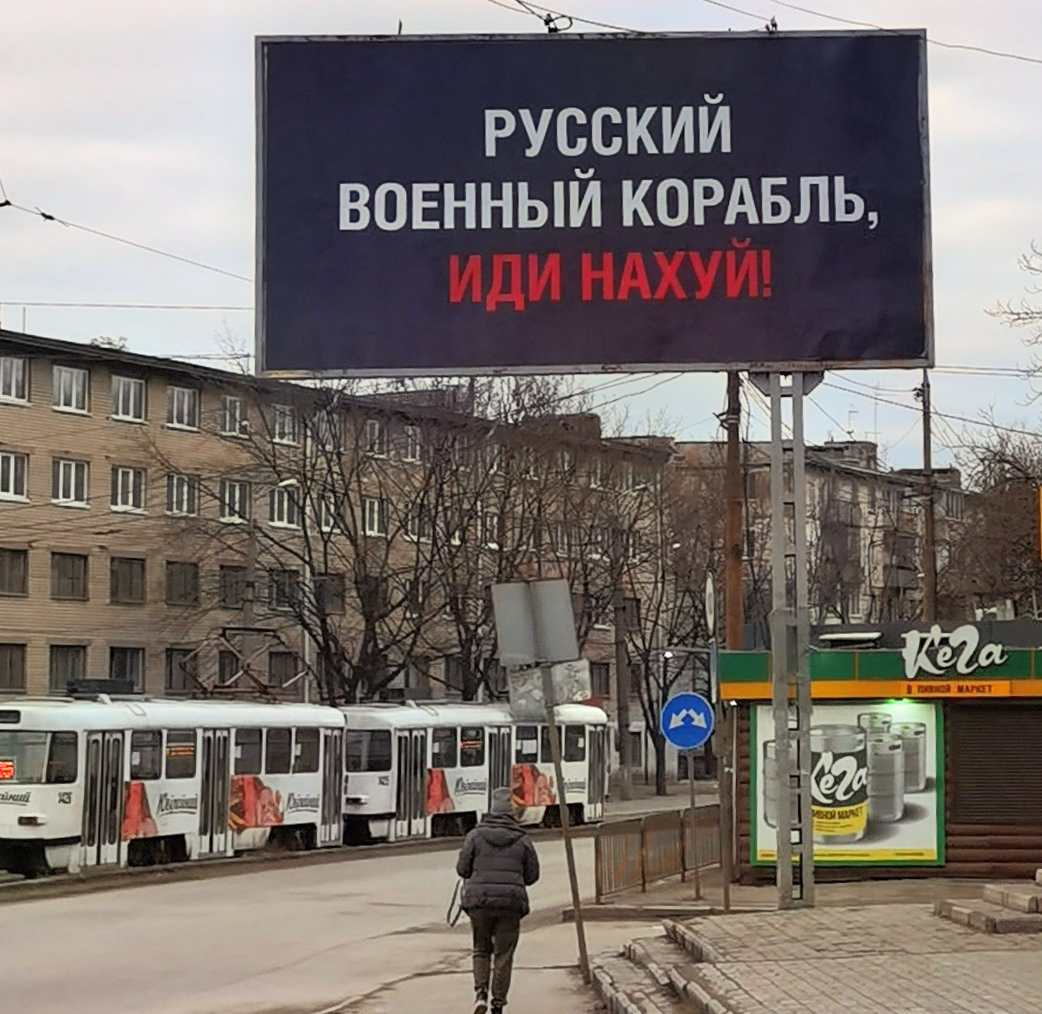
"Russisch oorlogsschip, val dood!", Poster in het Russisch in Dnipro, Oekraïne

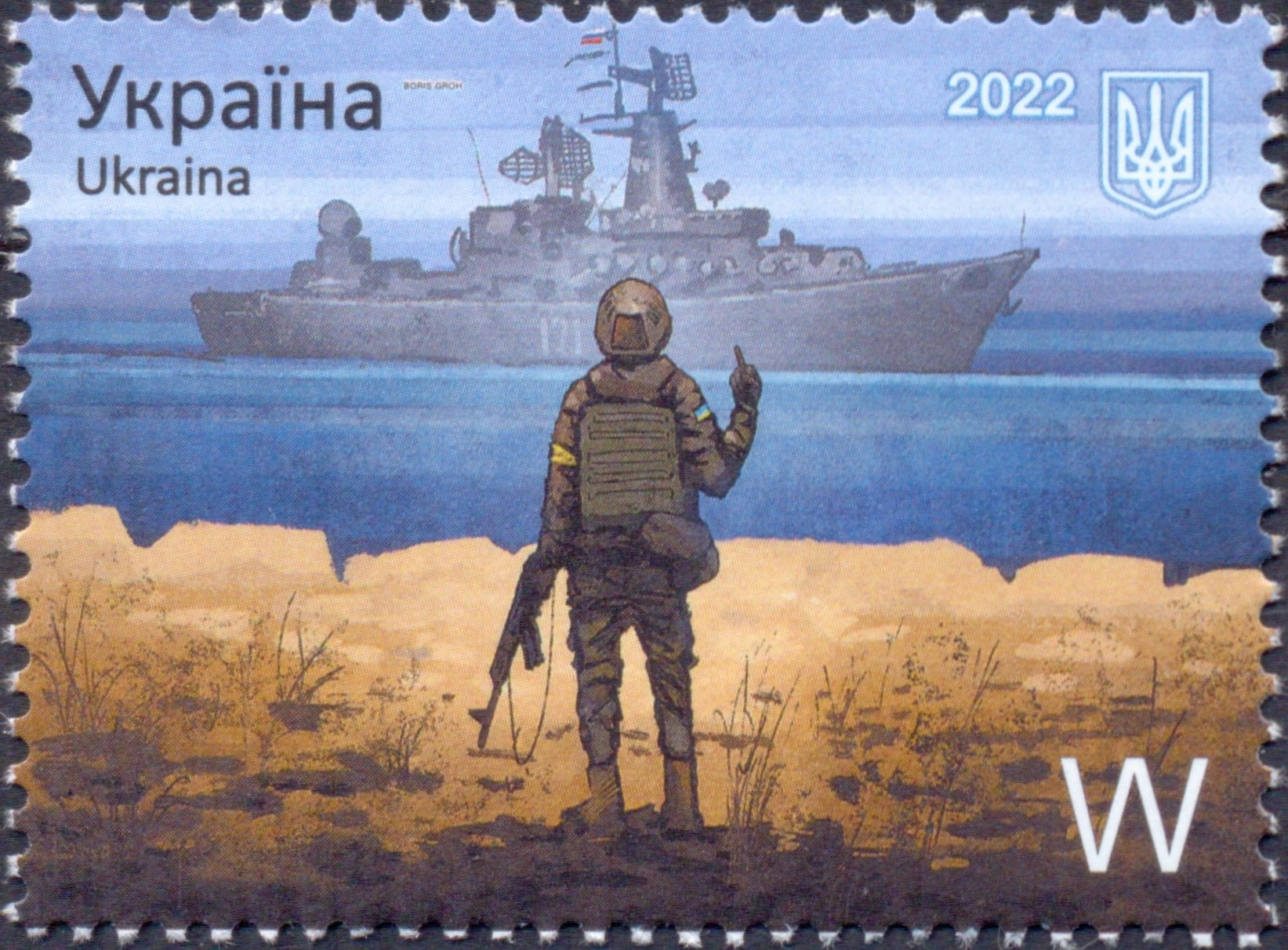
Postzegel met Russisch oorlogsschip en reagerende soldaat

"Russisch oorlogsschip, val dood" of "Russisch oorlogsschip, rot op" (Russisch: Русский военный корабль, иди на хуй, Russkij vojenniij korabl', idi na chuij) is een zin die op 24 februari 2022 werd uitgesproken door de Oekraïense militair Roman Gribov tijdens de Russische aanval op het Slangeneiland in Oekraïne, op de eerste dag van de Russische invasie van Oekraïne. De zin werd daarna zowel online als offline op grote schaal aangehaald tijdens het verdere verloop van de oorlog. 
Op 12 april 2022 werd de zin overgenomen op een postzegel door Ukrposhta, de Oekraïense postdienst. Gribov wilde de zin registreren als een merk.

## Achtergrond
Op 24 februari 2022 begonnen twee Russische oorlogsschepen, de Moskva en de Vasily Bykov, een aanval op Slangeneiland, een Oekraïens eiland in de Zwarte Zee. Als klein eiland met slechts een kleine nederzetting, bevolkt door minder dan 30 mensen, waren op het moment van de aanval slechts 13 grenswachten op het eiland gestationeerd. Tijdens de aanval werden de grenswachten vanaf de Moskva opgeroepen om zich over te geven in ruil voor veiligheid. De grenswachten overlegden kort met elkaar en reageerden daarna met de opmerking. Het NOS Journaal van 25 februari 2022 toonde het fragment met de volgende ondertiteling:
Russisch oorlogsschip: "Dit is een Russisch oorlogsschip, ik herhaal... geef je over en leg je wapens neer. Anders openen we het vuur. Hoort u mij?"
Oekraïense grenswacht tegen collega: "Dit is het. Zal ik hem zeggen om op te rotten?"
Oekraïense grenswacht via intercom: "Russisch oorlogsschip, rot op!"
Na de opmerking werd Slangeneiland door de Russische zeestrijdkrachten veroverd.

## Lot van de grenswachten
Aanvankelijk werd gemeld dat de dertien Oekraïense grenswachten waren omgekomen bij de Russische aanval. De Oekraïense president Volodymyr Zelensky kondigde aan dat hij hen postuum zou belonen met de hoogste Oekraïense onderscheiding, de "Held van Oekraïne." Op 28 februari 2022 meldde de Oekraïense marine op haar Facebook-pagina dat alle grenswachten nog in leven waren en werden vastgehouden door de Russische marine.
Op 24 maart 2022 werden enkele grenswachten, waaronder Roman Gribov, geruild met Russische gevangenen. Op 29 maart 2022 keerde Gribov terug naar zijn geboorteplaats Tsjerkasy en kreeg hij een medaille voor zijn daden.

## Uitdrukking
Auteur en academicus Alex Abramovich, die schrijft voor het Brits literair tijdschrift London Review of Books, merkte op dat "Йди нахуй" (getranscribeerd als "Idi na khuy"), letterlijk vertaald iets betekent als "Ga naar een lul", of meer idiomatisch "Ga op een lul zitten".